# Faryad

Faryad é um filme de guerra dramática sobre a guerra de Nagorno-Karabakh eo massacre de Khojaly produzido no Azerbaijão e lançado em 1993.